# Abacetus incertus
Abacetus incertus es una especie de escarabajo terrestre de la subfamilia Pterostichinae.  Fue descrito por Straneo en 1963. 